# Mirina (zoologia)
Mirina Staudinger, 1892 è un genere di lepidotteri appartenente alla famiglia Endromidae, diffuso in Asia.

## Descrizione

### Adulto
Queste falene sono di taglia medio-grande, e mostrano una colorazione base delle ali tra il bianco e il giallo-bruno, sia nelle ali, sia nel corpo, che è molto peloso (Scoble, 1995).
Sono presenti macchie ocellate più o meno scure sulle ali anteriori e, meno sviluppate, anche sulle ali posteriori.

### Larva
I bruchi sono di un verde acceso e mostrano lunghi scoli sul dorso del meso- e metatorace, così come nelle Brahmaeidae, in diverse Saturniidae e nello Sfingide Ceratomia (Minet, 1986; Scoble, 1995).

## Biologia
Gli adulti hanno abitudini crepuscolari.

### Alimentazione
Dati non disponibili.

## Distribuzione e habitat
Il taxon è distribuito nel solo continente asiatico, tra la Cina, la Corea, la Thailandia ed il Vietnam.
L'habitat predominante è quello delle zone boschive più o meno aperte.

## Tassonomia
Fino al 2010 il genere rappresentava da solo la famiglia Mirinidae (Minet, 1986).
Vengono riconosciute tre specie:
- Mirina cristophi (Staudinger, 1887) - (specie tipo) Amur e Corea
- Mirina confucius Zolotuhin & Witt, 2000 - Cina sudorientale, Vietnam settentrionale e Thailandia settentrionale
- Mirina fenzeli Mell, 1938 - Provincia del Sichuan e Cina centrale

### Sinonimi
- Mira Staudinger, 1887

### Alcune specie

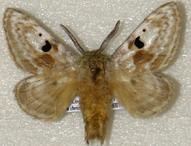
Mirina christophi
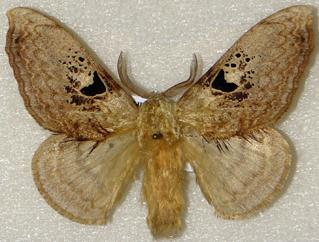
Mirina confucius
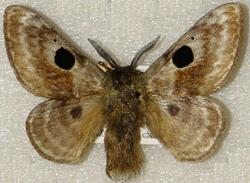
Mirina fenzeli